# Amanda Bearse
Amanda Bearse (* 9. srpna 1958) je americká herečka, režisérka a komediantka. Její nejznámější role byla sousedka Marcy D'Arcyová (původně Marcy Rhoadesová) v sitcomu Ženatý se závazky (vysílaný v letech 1987 a 1997), který pojednával o dysfunkční rodině.

## Osobní život
Bearse se narodila ve Winter Parku na Floridě, a vyrůstala v Atlantě, Georgii. Absolvovala Young Harris College. V roce 1993 vyšlo najevo, že je homosexuální orientace. Aktuálně žije v Atlantě se svou adoptovanou dcerou Zoe a režíruje pro televizní společnost Logo. V současné době studuje Georgijskou státní univerzitu.